# Edward Hamm
Edward Hamm (anglès: Edward «Ed» Barton Hamm)  (Lonoke, 13 d'abril de 1906 - Albany, 25 de juny de 1982) va ser un atleta estatunidenc, especialista en el salt de llargada, que va competir durant la dècada de 1920.
A la Lonoke High School va guanyar la prova del salt de llargada estatal durant tres anys seguits, de 1923 a 1925. No aconseguí classificar-se pels Jocs Olímpics d'Estiu de 1924, però sí pels de 1928, quan en les proves classificatòries saltà 7,90 metres, cosa que suposà un nou rècord del món de l'especialitat. Poques setmanes més tard, als Jocs Olímpics d'Estiu d'Amsterdam, confirmà el seu bon estat de format tot guanyà la medalla d'or en la prova del salt de llargada del programa d'atletisme. Fou el primer esportista d'Arkansas en guanyar un or olímpic. En el seu palmarès també destaca el títol de l'NCAA de 1927 i 1928.
Es graduà a la Georgia Tech el 1928. Treballà uns anys com a entrenador, però posteriorment passà a treballar a la Coca-Cola. El 1971 fou inclòs a l'Arkansas Sports Hall of Fame.

## Millors marques
- 100 metres. 10.5" (1928)
- 200 metres. 21.6" (1928)

- Salt de llargada. 7,90 m (1928)[4]